# Llanada Alavesa

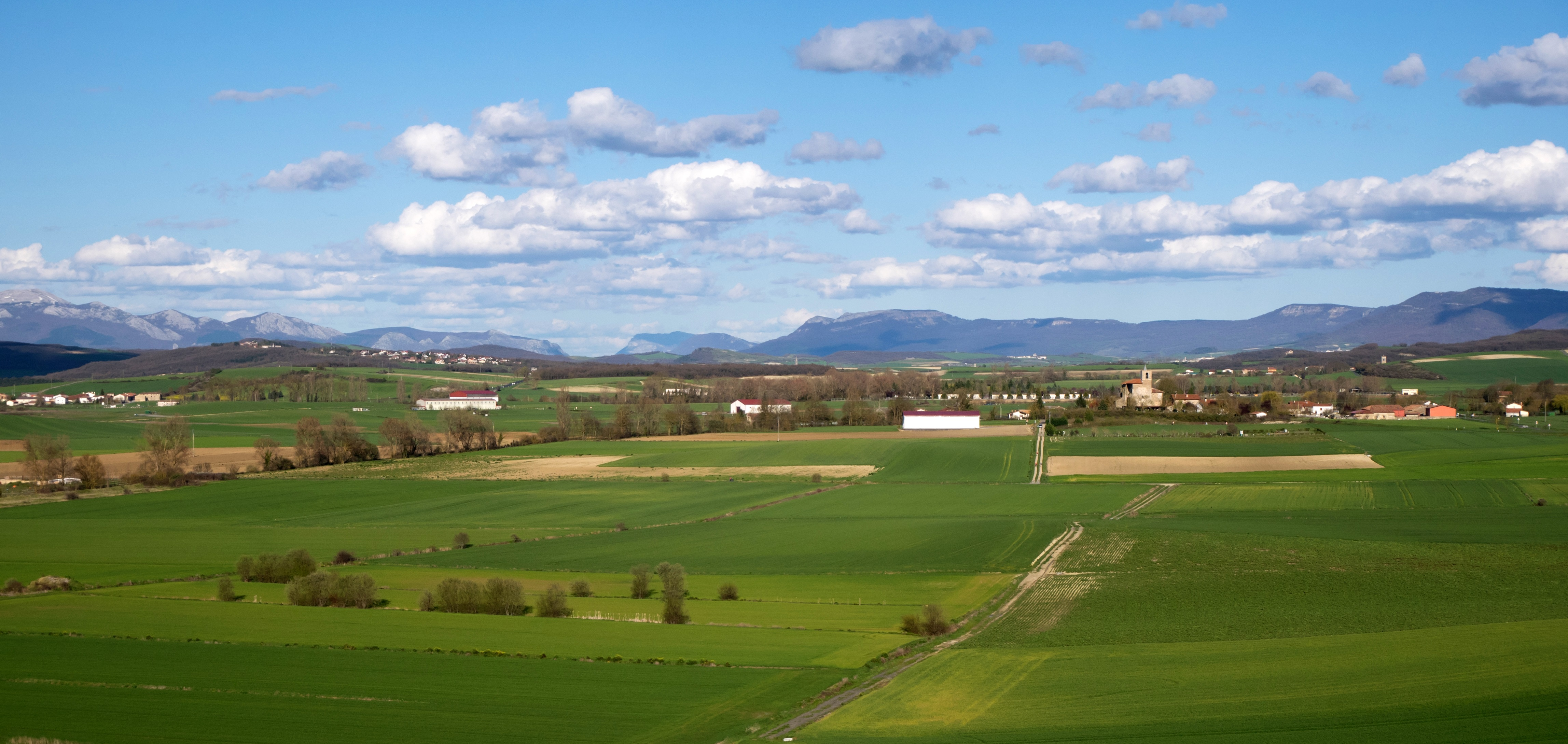
Vista de la Llanada Alavesa desde el este de Vitoria (Alto de Las Neveras).

La cuadrilla de la Llanada Alavesa (Arabako Lautada en euskera) es un amplio valle situado en el noreste de la provincia de Álava, en España. Dentro de esta llanada se encuentra Vitoria, la capital del País Vasco. Se extiende desde Treviño hasta el límite con Navarra y Guipúzcoa. Está formada por uniformes valles y llanuras drenadas por el río Zadorra. La Llanada está delimitada por una orla montañosa: al norte, la Cadena Divisoria Cantábrico-Mediterránea (formada por montes como el Elgea, Urkila y Altzania); al sur las Sierras Centrales de Álava y al oeste las Sierras Occidentales.  Su altitud ronda los 500-600m y su latitud en 43ºN. 
Administrativamente y dentro de Álava la llanada está dividida en dos subcomarcas: el sector oriental constituye la Cuadrilla de Salvatierra y el sector occidental la Cuadrilla de Vitoria, aunque geográficamente incluye la zona más oriental de la Cuadrilla de Añana, siendo Nanclares de la Oca en el municipio de Iruña de Oca la localidad situada más al oeste de la llanada.

## Clima
La Llanada se encuentra dentro de la provincia de Álava, en el interior de la costa cantábrica; por ello su clima es el oceánico interior. La comarca tiene un máximo anual de luz de 1800-2000 horas. Su temperatura media ronda los 12,5 °C. Los veranos son frescos y la media de temperatura no suele superar los 22 °C. Los inviernos son fríos y la media de temperatura ronda entre 6-10 °C. Al ser un territorio interior la variación térmica es de unos 8-12 °C. a vale
Las precipitaciones son superiores a 800 mm de manera regular durante todo el año, en pocas ocasiones hay uno o dos meses donde no se superen los 30 mm (meses áridos). Las precipitaciones se dan en forma de sirimiri (lluvia suave pero constante), lluvia común, nieve y granizo. La humedad es elevada y por ello se dan fenómenos atmosféricos como la niebla, el rocío, la escarcha y las heladas. Predomina el viento del Oeste.
Se encuentra influenciado por el anticiclón de las Azores  que en verano se mueve hacia el norte y en invierno hacia el sur provocando tiempo seco y soleado y por el Anticiclón del Ártico, una masa de aire frío y húmeda que acarrea la creación de niebla, tormentas en verano y fuertes lluvias y nieve en invierno.

## Vegetación
En su superficie encontramos un paisaje vegetal formado por el bosque marescente cuyas hojas de árboles y arbustos son caducifolios. La gran mayoría de sus hojas permanecen en el árbol durante el otoño-invierno hasta la salida de las nuevas hojas en primavera. Dentro de esta comarca encontramos roble rebollo y quejigo, aunque a causa de la deforestación muchas zonas se han repoblado con pinos. También podemos encontrar landa con especies como el brezo, el tojo y la retama.

## Agricultura
La población rural dentro de esta comarca es dispersa, en toda la provincia solo está concentrada en la Rioja Alavesa. La agricultura en la Llanada Alavesa se basa principalmente en cultivos de verano y girasol. La producción de trigo ha bajado considerablemente los últimos años y ha sido sustituido por la cebada. Esta comarca tiene una de las mejores producciones de pinta y se vende con el nombre de “Pinta alavesa” galardonada con un Label y también una buena patata (la patata alavesa). Por último también se encuentran plantaciones de remolacha y girasol que evitan el barbecho. 

## Ganadería
En esta comarca apenas se encuentran vacas, la ganadería está más enfocada al pastoreo de ovejas churras y merinas. Tanto la ganadería porcina como la avícola son industriales.

## Población
En todo el País Vasco se mantiene una densidad de 295 habitantes por kilómetro cuadrado, unos 2 millones de habitantes. La provincia de Álava es la que menor densidad tiene; la más poblada es la Llanada Alavesa donde se encuentra la capital de la provincia y donde vive más del 80% de la población de Álava,(aproximadamente 270.000 habitantes), mientras que el resto de comarcas están prácticamente despobladas con solo entre 9-30 habitantes por metro cuadrado. La Llanada Alavesa tiene la natalidad bastante más reducida que la media de España,  por cada 1000 personas nacen 9 niños. No obstante tiene una de las mortalidades más bajas de España. La esperanza de vida ronda en 78 años para los hombres y 84 años para las mujeres y la mortalidad infantil es prácticamente nula. Actualmente Álava continúa en crecimiento debido al aumento de la natalidad, la inmigración y el éxodo rural.